# Eulepidotis umbrilinea
Eulepidotis umbrilinea är en fjärilsart som beskrevs av Paul Dognin 1914. Eulepidotis umbrilinea ingår i släktet Eulepidotis och familjen nattflyn. Inga underarter finns listade i Catalogue of Life.